# Botorca, Mureș
Botorca este o localitate componentă a municipiului Târnăveni din județul Mureș, Transilvania, România.

## Demografie
Evoluția populației în satul Botorca este următoarea:
- 1910 aproximativ 122 locuitori din care 63 români, 59 maghiari.
- 1956 aproximativ 193 locuitori.
- 1966 346 locuitori din care 253 români, 91 maghiari, 2 germani și 1 persoana de altă naționalitate.
- 1977 428 locuitori din care 314 români, 113 maghiari și 1 german.
- 1992 406 locuitori din care 304 români, 101 maghiari, 1 rrom și 1 persoana de altă naționalitate.

La recensământul din anul 2022 a rezultat o populație de 282 locuitori. 

## Galerie de imagini

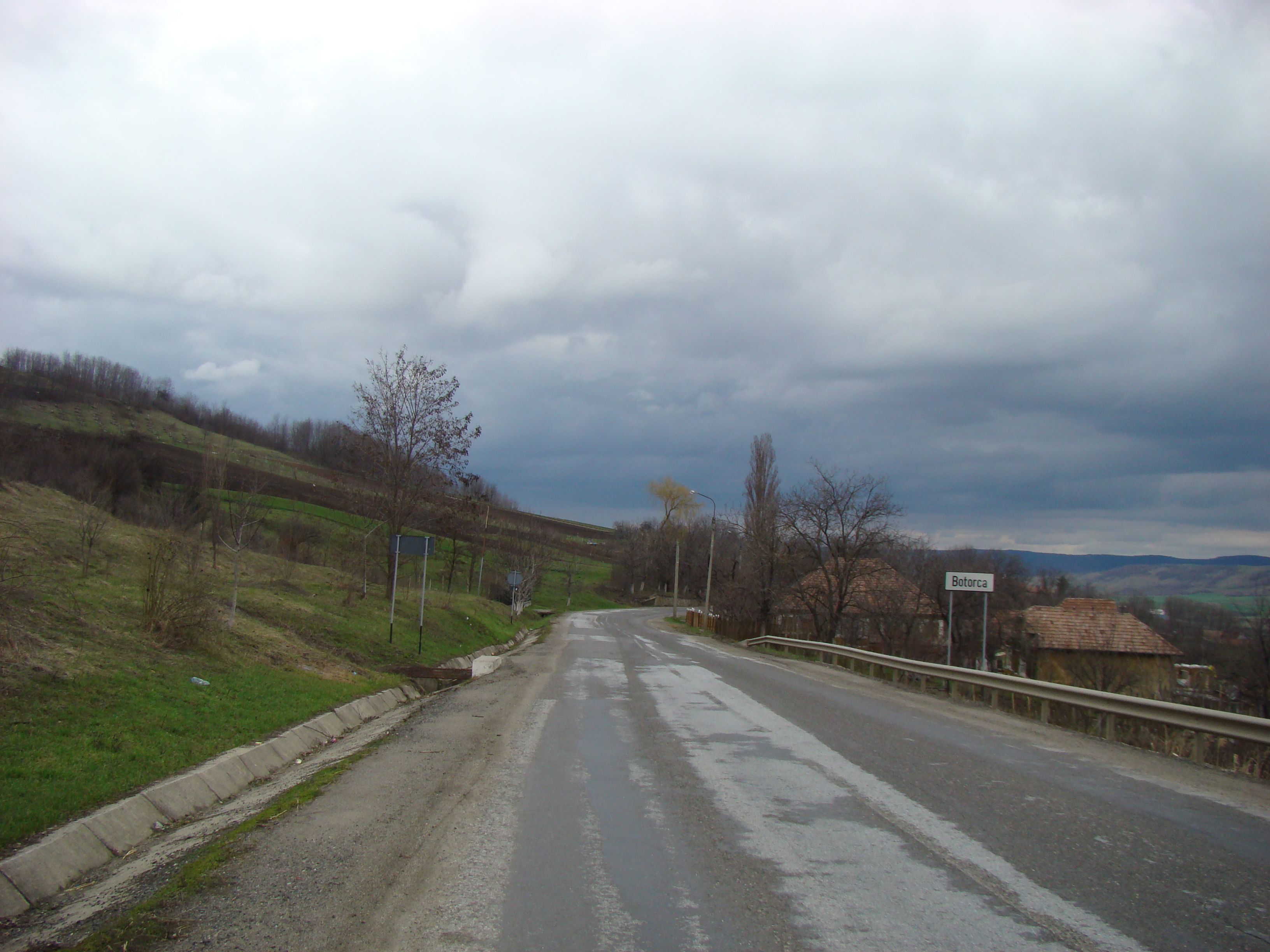
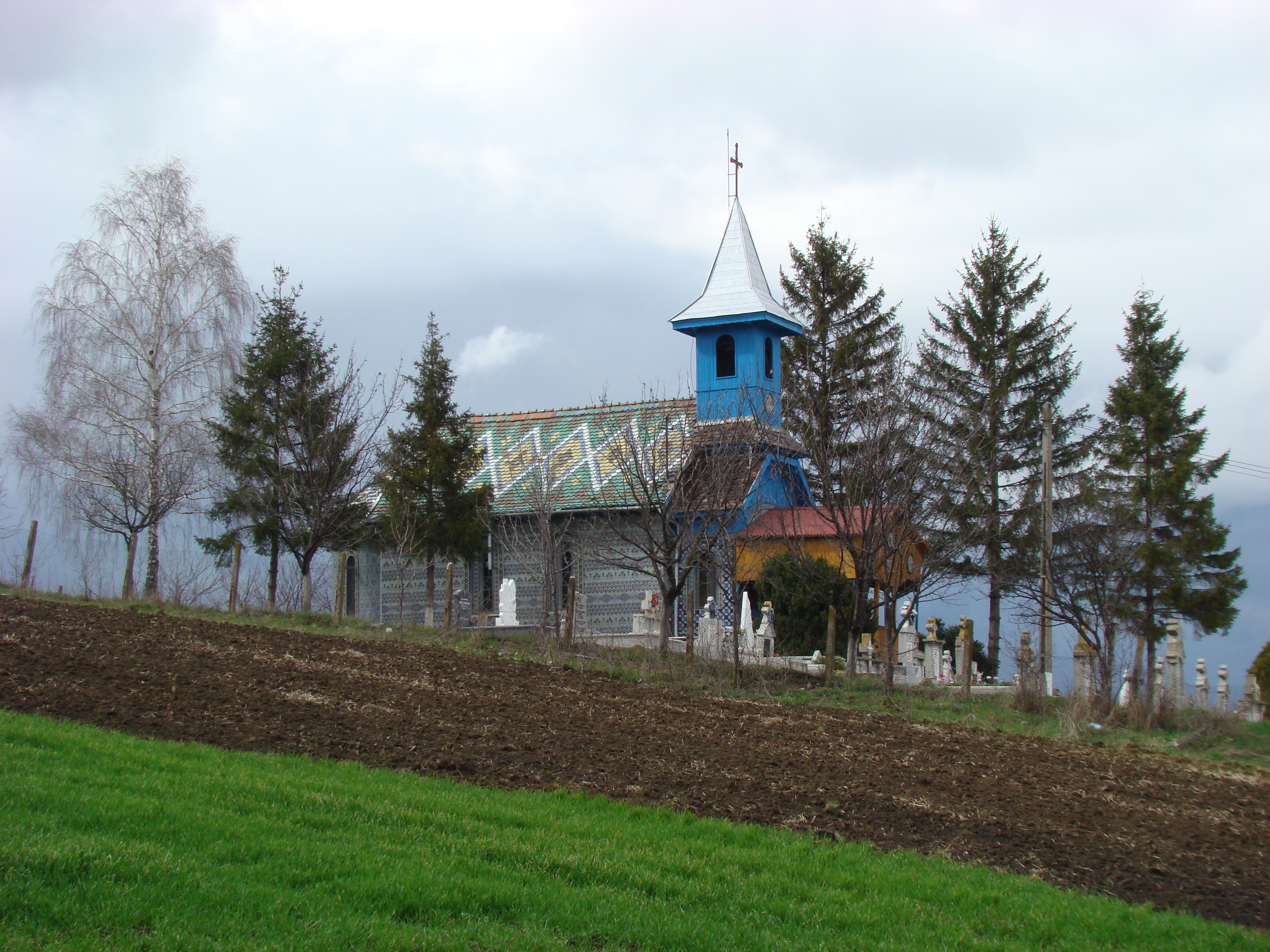
Biserica nouă de lemn
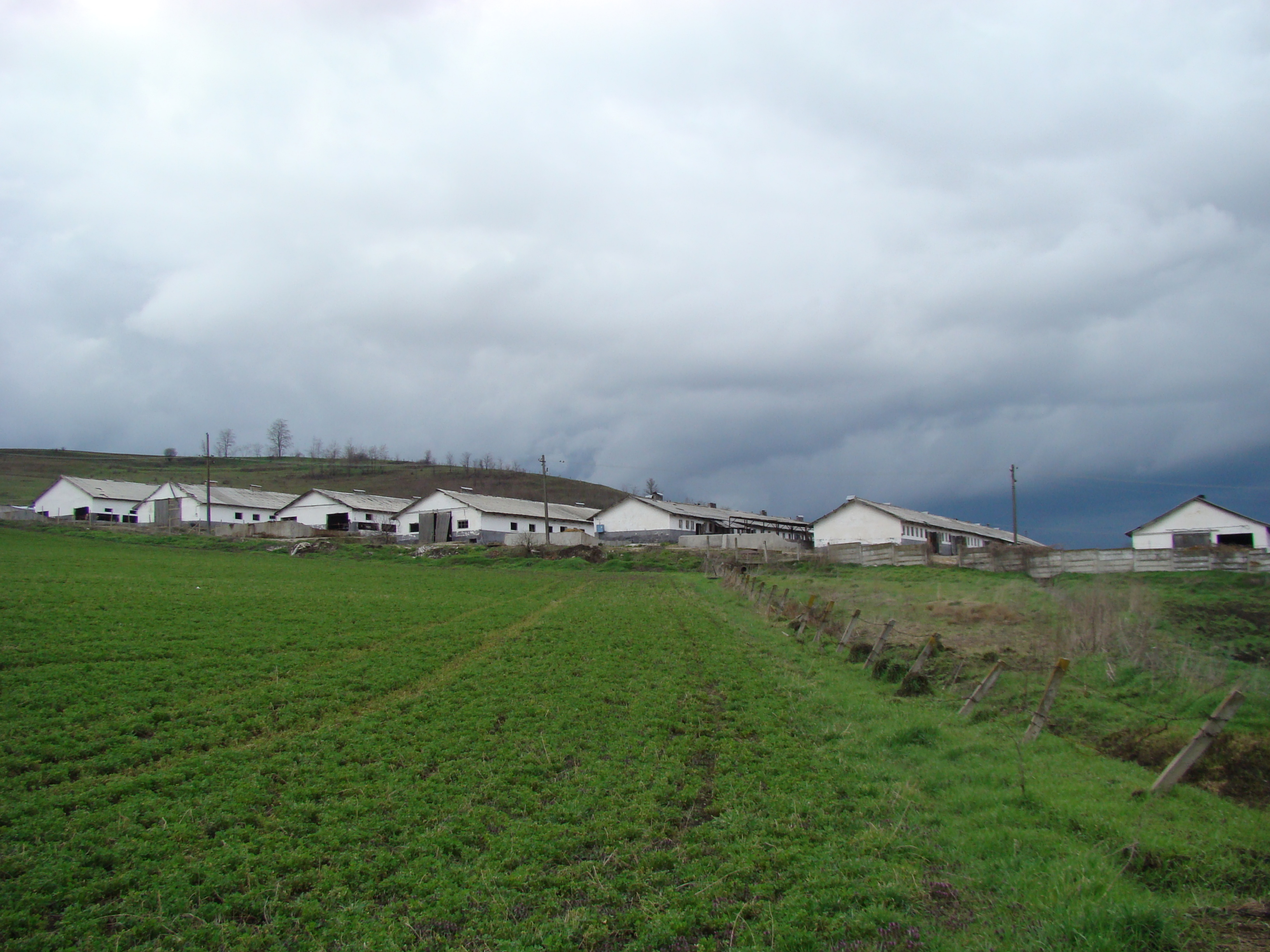
Ferma Botorca